# Uchigatana

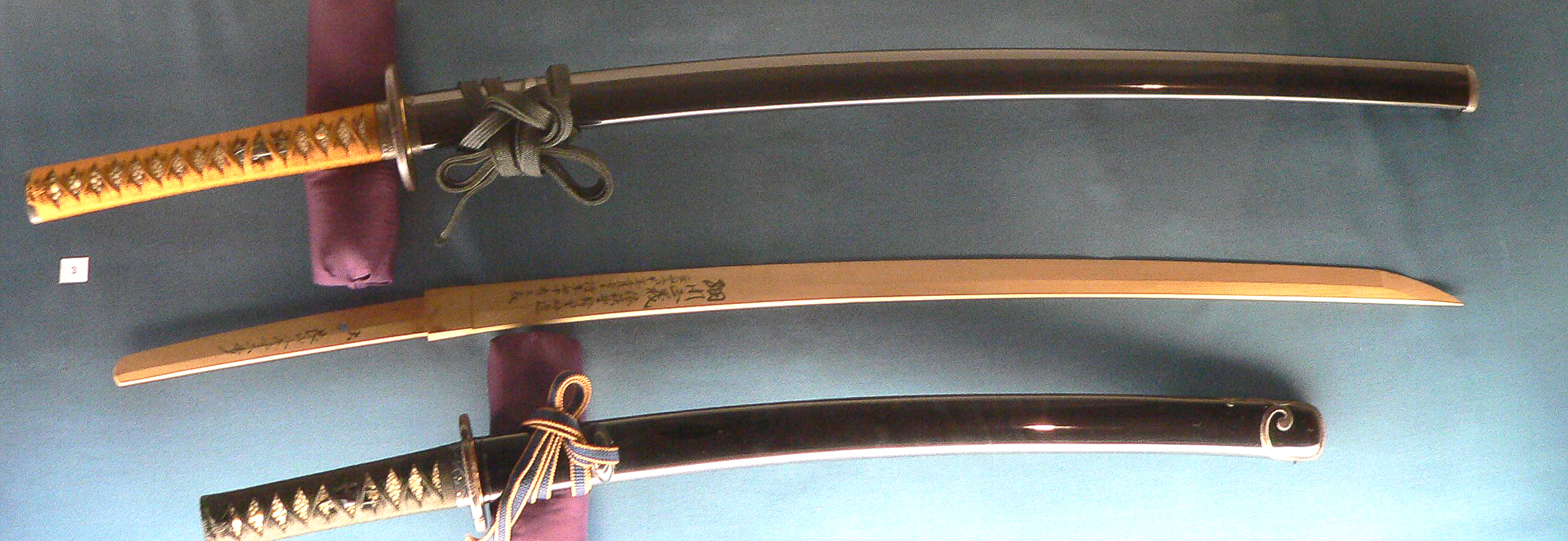
Uchigatana

Uchigatana (jap. 打刀 – „Hiebschwert“) ist die Bezeichnung für das kürzere von zwei Katana-Schwertern, getragen von einem Samurai.
In der kriegerischen Muromachi-Zeit (1392–1568) wurde es Brauch, neben den Tachi ein Zweitschwert im Obi (Gürtel) zu tragen. Das Uchigatana hatte eine ca. 60 cm lange Klinge und wurde einhändig geführt. Im Gegensatz zum Tachi, das für den Kampf zu Pferd ausgelegt war, konnte das Uchigatana besser für Kämpfe in Häusern verwendet werden.
Gegen Ende der Muromachi-Zeit und zu Beginn der Momoyama-Zeit (1568–1603) wurde es üblich, zwei Schwerter als Paar (Daisho) im Obi mit der Schneide nach oben (wie das Uchigatana) zu tragen. Dafür wurden die Klingen kürzer ausgelegt und Katana und Wakizashi genannt.